# Instytut Roslin

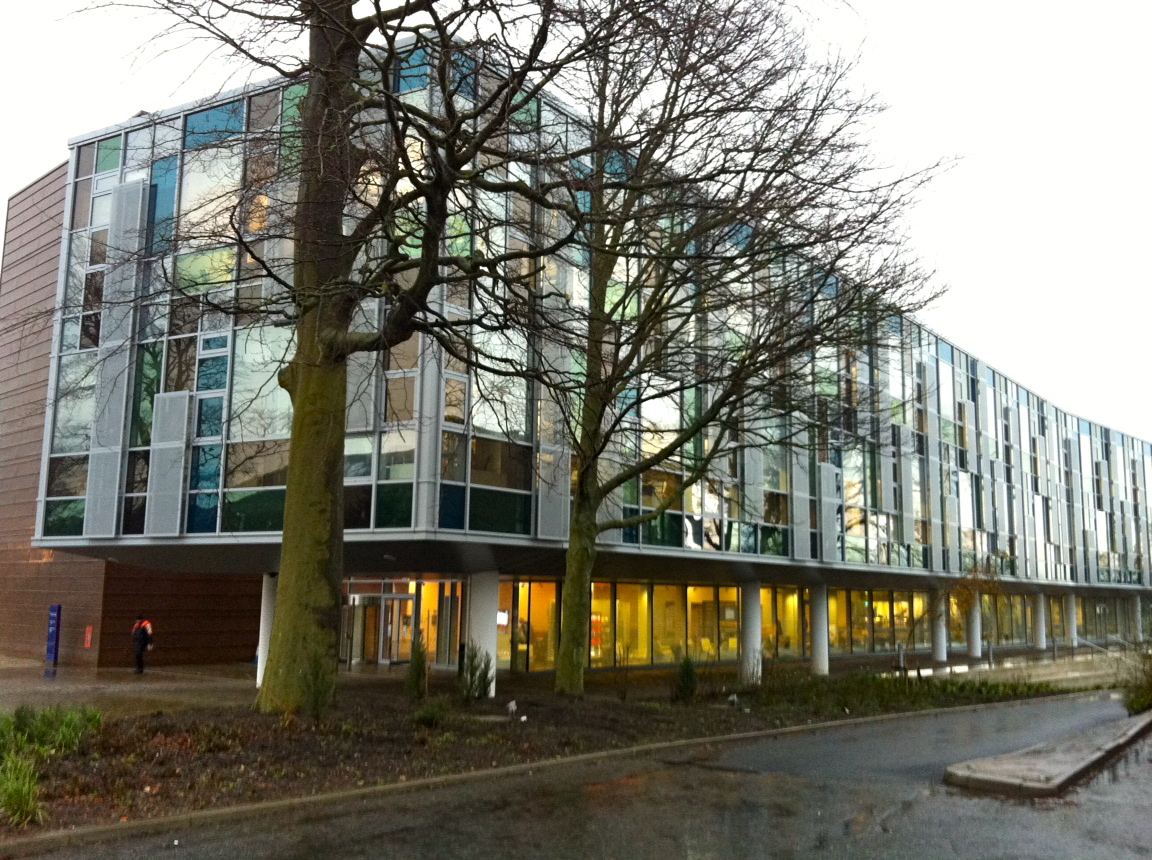
Instytut Roslin

Instytut Roslin (ang. Roslin Institute) jest rządową jednostką badawczą nieopodal Edynburga w Szkocji, dotowaną przez Brytyjską Komisję Nauk Biotechnologicznych i Biologicznych (Biotechnology and Biological Sciences Research Council).
Instytut Roslin znany jest w świecie w związku z sukcesami w klonowaniu i inżynierii genetycznej. Do największego sukcesu jednostki należy stworzenie owcy Dolly w 1997 roku przez zespół dr. Iana Wilmuta.